# Terry Sanford

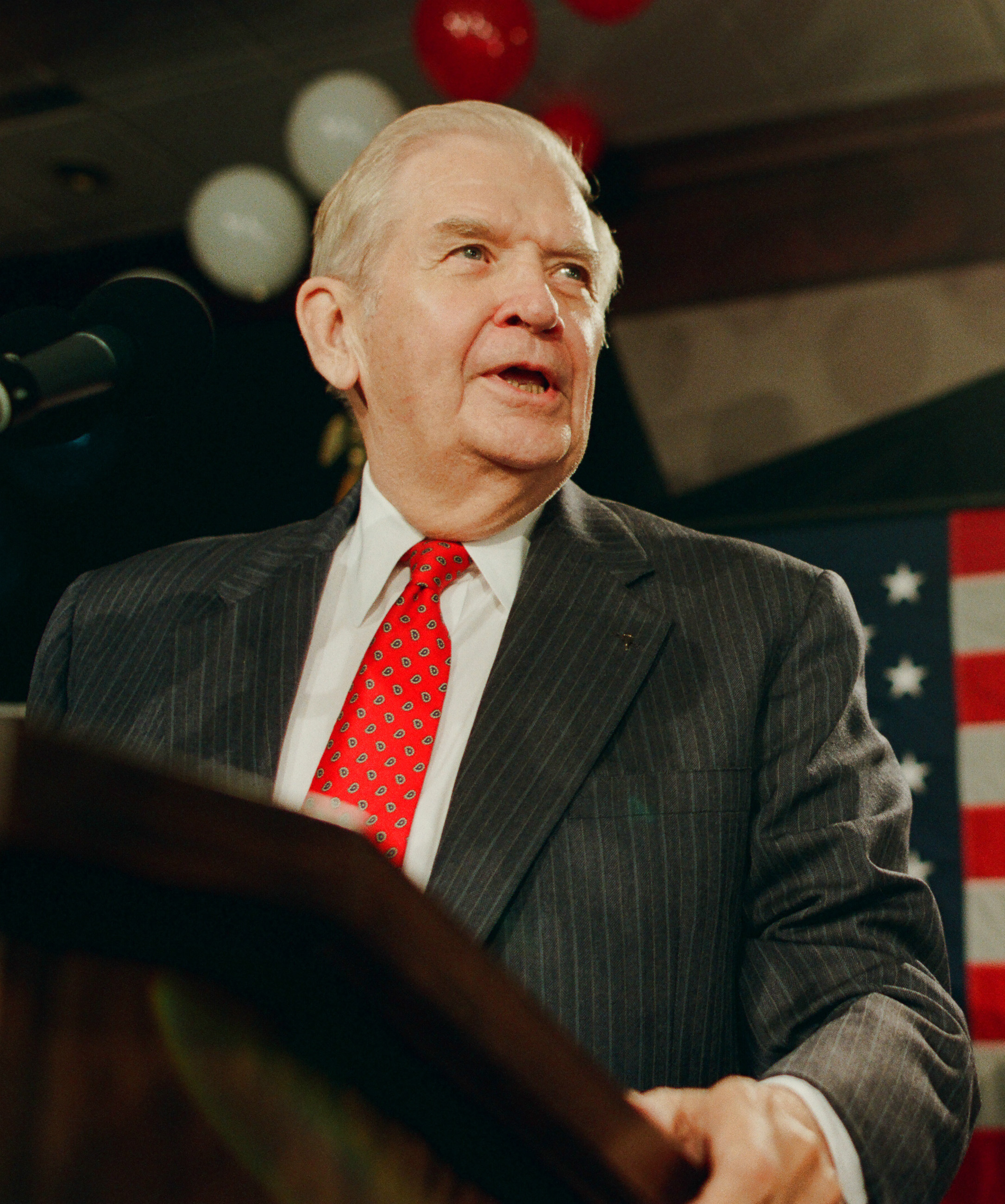
Terry Sanford (1992)

James Terry Sanford (* 20. August 1917 in Laurinburg, Scotland County, North Carolina; † 18. April 1998 in Durham, North Carolina) war ein US-amerikanischer Politiker. Er war der 65. Gouverneur des Bundesstaates North Carolina. Auch vertrat der diesen Bundesstaat im US-Senat.

## Frühe Jahre und politischer Aufstieg
Terry Sanford besuchte die Laurinburg Highschool, das Presbyterian Junior College und die University of North Carolina. Im Jahr 1941 machte er dort seinen Abschluss. Danach arbeitete er zwei Jahre lang für das FBI, ehe er in die US Army eintrat und in Italien, Frankreich und Deutschland am Zweiten Weltkrieg teilnahm. Nach dem Krieg kehrte er an die University of North Carolina zurück, um Jura zu studieren. Seit 1949 war er politisch aktiv. In diesem Jahr wurde er Vorsitzender der Jugendorganisation der Demokratischen Partei (Young Democratic Club). Außerdem gehörte er von 1948 bis 1960 der Nationalgarde an. Zwischen 1953 und 1955 saß er im Senat von North Carolina.

## Gouverneur von North Carolina
Sanford gewann 1960 die Gouverneurswahlen als Kandidat der Demokraten. Er war vom 5. Januar 1961 bis zum 8. Januar 1965 in diesem Amt. Ein Schwerpunkt seiner Politik war die Bildung. Auf diesem Gebiet wurden mehrere Reformen durchgeführt und das Budget für das Schulwesen wurde fast verdoppelt. Er setzte sich für die Eingliederung der Rassen in gemeinsamen Schulen ein (Desegregation). Außerdem war er ein enger Verbündeter der Kennedy-Brüder. Die Verbindung mit Robert F. Kennedy machte ihn in North Carolina unbeliebt, weil man der Bürgerrechtspolitik des US-Justizministers ablehnend gegenüberstand. Eine Steuererhöhung zur Finanzierung seiner Schulreformen machte ihn noch unbeliebter.

## US-Senator

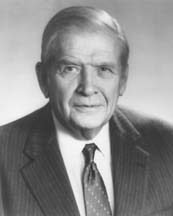
Terry Sanford, undatiertes Foto

Nach Aussage von Evelyn Lincoln, der Sekretärin von Präsident John F. Kennedy, hatte dieser geplant, 1964 Sanford zu seinem Kandidaten für die Vizepräsidentschaft zu machen und Lyndon B. Johnson, den bisherigen Vizepräsidenten, nicht mehr zu berücksichtigen. Durch den Tod Kennedys ist dazu aber nicht mehr bekannt. Sanford nahm nach dem Ende seiner Zeit als Gouverneur seine Tätigkeit als Anwalt wieder auf. Im Jahr 1969 wurde er Präsident der Duke University. Dieses Amt behielt er bis 1985.
In den Jahren 1972 und 1976 spielte er mit dem Gedanken, sich um die Präsidentschaft zu bewerben; er zog sich aber immer sehr schnell aus den Vorwahlen zurück, da er praktisch keine Chance hatte, sich innerhalb der Partei durchzusetzen. Vom 4. November 1986 bis zum 3. Januar 1993 vertrat er North Carolina im Senat der Vereinigten Staaten, nachdem er die Nachwahl um das Mandat des verstorbenen John Porter East gegen dessen ernannten Nachfolger Jim Broyhill gewonnen hatte. Er bewarb sich 1992 um die Wiederwahl, verlor aber gegen den kurz zuvor von den Demokraten zu den Republikanern übergetretenen Lauch Faircloth. Er war zwischen 1992 und 1993 Vorsitzender des United States Senate Committee on Ethics.
Sanford starb im April 1998. Er war mit Margaret Rose Knight verheiratet, das Paar hatte zwei Kinder.

## Sanford School of Public Policy an der Duke University
Terry Sanford zu Ehren benannte die Duke University das 1971 von Sanford geschaffene Institute for Policy Sciences and Public Affairs im Jahr 1994 in Sanford School of Public Policy um.